# کریستین براندو
کریستین دیوی براندو (انگلیسی: Christian Brando؛ ۱۱ مهٔ ۱۹۵۸ – ۲۶ ژانویهٔ ۲۰۰۸) یکی از یازده فرزند مارلون براندو بود و تنها فرزند مشترک براندو و آنا کشفی بود که دوست پسر خواهر ناتنی اش را به قتل رساند.او در سال ۲۰۰۸ بر اثر بیماری ریوی درگذشت.